# Península de Florida
La península de la Florida o simplemente península de Florida es una península de América del Norte que avanza  hacia el sur en el océano Atlántico, delimitando, por el oeste, el golfo de México y, por el sur y el este, el estrecho de Florida que la separa de la isla de Cuba y del archipiélago de las Bahamas. Es la mayor península de los Estados Unidos continentales —y la segunda del país tras la de Alaska— y administrativamente, forma las partes central y meridional del estado homónimo. Con 650 km de longitud (en dirección norte - sur) y 130 km de anchura (este - oeste), está atravesada por el paralelo 28 norte, que la divide aproximadamente a la mitad. Desde un punto de vista topográfico, la península de Florida constituye el extremo meridional de la llanura costera atlántica.
Antes de convertirse en 1822 en parte de Estados Unidos, estuvo gobernada por los españoles y los ingleses. La dominación inglesa, en el siglo XVIII, fue un breve intervalo de tiempo que terminó con el Tratado de París de 1783 y que se produjo entre dos dominios españoles más prolongados. Dado que los españoles y los ingleses luchaban por la posesión de las Bahamas (por su posición estratégica a caballo entre las rutas hacia el mar Caribe), la península de Florida fue utilizada como moneda de cambio: su asignación a los españoles correspondió al cese de sus objetivos en las Bahamas, que se convirtió en parte del Reino Unido.
El norte de la península de Florida es la tierra originaria de los semínolas. En la actualidad, sin embargo, este pueblo amerindio vive mayoritariamente fuera de la Florida, en Wevoka (condado de Seminole, Oklahoma).

## Morfología y clima
Morfológicamente es una vasta llanura, cubierta por suelos sedimentarios calcáreos, ubicada a pocos metros sobre el nivel del mar y caracterizada por un pobre drenaje que favorece el desarrollo de áreas pantanosas.
Está  en lagos de origen kárstico, incluido el lago Okeechobee, el segundo lago más grande de los EE. UU., localizado 4 m s. n. m. y que tiene 4−5 m de profundidad.
El clima es tropical, con dos estaciones de la misma duración: la estación seca (de diciembre a abril) con pocas lluvias y temperaturas altas, y la estación lluviosa (de mayo a noviembre) con precipitaciones del orden de 1000−1650 mm de lluvia al año se caracteriza por frecuentes huracanes en el período comprendido entre finales de verano y principios de invierno.

## Everglades
Los Everglades, protegidos por un parque nacional, ocupan el extremo meridional de la península. Es un área salvaje de pantanos y marismas con un ecosistema único.
En las marismas viven cocodrilos, caimanes, delfines nariz de botella, manatíes y halcones marinos, muchas especies de aves como la aninga americana (Anhinga anhinga), el ibis blanco (Eudocimus albus), la garza blanca (Ardea herodias occidentalis) y el tántalo americano (Mycteria americana), y una vegetación rica en palmeras, manglares, orquídeas y cipreses de pantano.